# 오참치라
오참치라(조지아어: ოჩამჩირე, 러시아어: Очамчы́ра, 압하스어: Очамчыра)는 흑해연안에서의 압하스의 도시이다. 오참치르스키 군의 중심지이다. 2500년전에 그리스이주민들에 의해 건설되었다. 더 오래된 제목은 규예노스(Гюэнос)이다.

## 인구
1979년의 자료 조사에 의해서 인구는 18 700명을 구성했다. 1989년조사에 의해서 20 379명으로 구성되었다(이 중 조지아인 58,2 %, 압하스인 — 18,2 %, 러시아인 — 14,7 %, 아르메니아인 — 3,3 %으로 구성되었다). 그러나 조지아-압하스 분쟁이후 도시인구수는 현저히 감소했다. 최근 도시인구자료에 따라서 인구는 4702명(2003년)을 구성했다(본질적으로는 압하스인).

## 위치
오참치라는 해발 5m의 높이에 자리를 잡고 있다. 수후미까지의 거리는 50km이고, 트빌리시까지는 351km이다.
기후는 지중해성 아열대 기후이다. 중간 온도는 15,6 °C이다(1월 온도는 4,5 °C, 7월은 23 °C).

## 유명한 고장 사람들
- 비탈리 다라셀리야(Виталий Кухинович Дараселия)

## 자매 결연 도시
- 벤데리 (트란스니스트리아)

## 참고 문헌
1. 1 2  “Этнокавказ Население Абхазии 2003”. 2018년 2월 10일에 원본 문서에서 보존된 문서. 2011년 11월 4일에 확인함.
2. ↑  “abhazy.com”. 2012년 3월 12일에 원본 문서에서 보존된 문서. 2010년 12월 15일에 확인함.